# Mixue Ice Cream & Tea
Mixue (prononcé « mi-chu-é », en mandarin : 蜜雪冰城, Mìxuě Bīngchéng, qui peut se traduire par « le royaume des bonnes glaces rafraîchissantes ») est une enseigne chinoise de restauration rapide spécialisée dans les crèmes glacées et les boissons froides (bubble tea, ice tea, frappées (zh)). Elle est connue de ses clients pour ses prix bas constants (en). La presque totalité de ses points de vente, souvent de simples kiosques, sont des franchises, l'entreprise elle-même n'en gère directement que très peu.
En 2025, elle est l'enseigne de restauration avec le plus grand nombre de points de vente (en) au monde, devant McDonald's et Starbucks (mais très loin derrière en terme de bénéfices). Elle utilise le nom de Mixue Ice Cream & Tea à l'étranger.

## Modèle
Mixue est connue de ses clients pour ses prix bas constants (en), ce qui lui a valu le surnom de « Pinduoduo du bubble tea » (en référence à la plateforme de commerce en ligne à prix réduits). Ses boissons coûtent en Chine à peu près le même prix qu'une canette de Coca-Cola,. Pour parvenir à cela, l'entreprise a construit sa chaîne d'approvisionnement selon un modèle vertical et elle communique beaucoup sur cette structure pour éviter d'apparaître comme une marque de « junk drink ».
Plus de 99 % des points de vente Mixue sont des franchises. L'entreprise n'en gère elle-même directement que très peu mais ne tire que 2 % de ses revenus totaux des droits de franchises. Elle tire l'essentiel de ses revenus en vendant des équipements de cuisine et des matières premières (sirops, thé, lait, café, fruits) à ses franchisés,,,, qui sont obligés de se fournir directement auprès de l'entreprise. L'ensemble du processus de franchisation est standardisé, des campagnes publicitaires à la gestion des opérations, et l'investissement initial pour ouvrir une franchise Mixue est relativement faible en raison de la simplicité de ses points de vente, souvent de simples kiosques. Avec plus de 16 000 franchisés en 2024, l'entreprise est l'un des plus grands opérateurs de franchise au monde. C'est ce modèle qui lui a permis de s'étendre rapidement sur le territoire chinois et de s'exporter à l'étranger. Bien que 90 % de ses points de vente se trouvent en Chine, elle est présente dans 10 autres pays d'Asie, dont l'Indonésie et le Vietnam d'où proviennent 70 % de ses revenus étrangers en 2025, ainsi qu'en Australie.

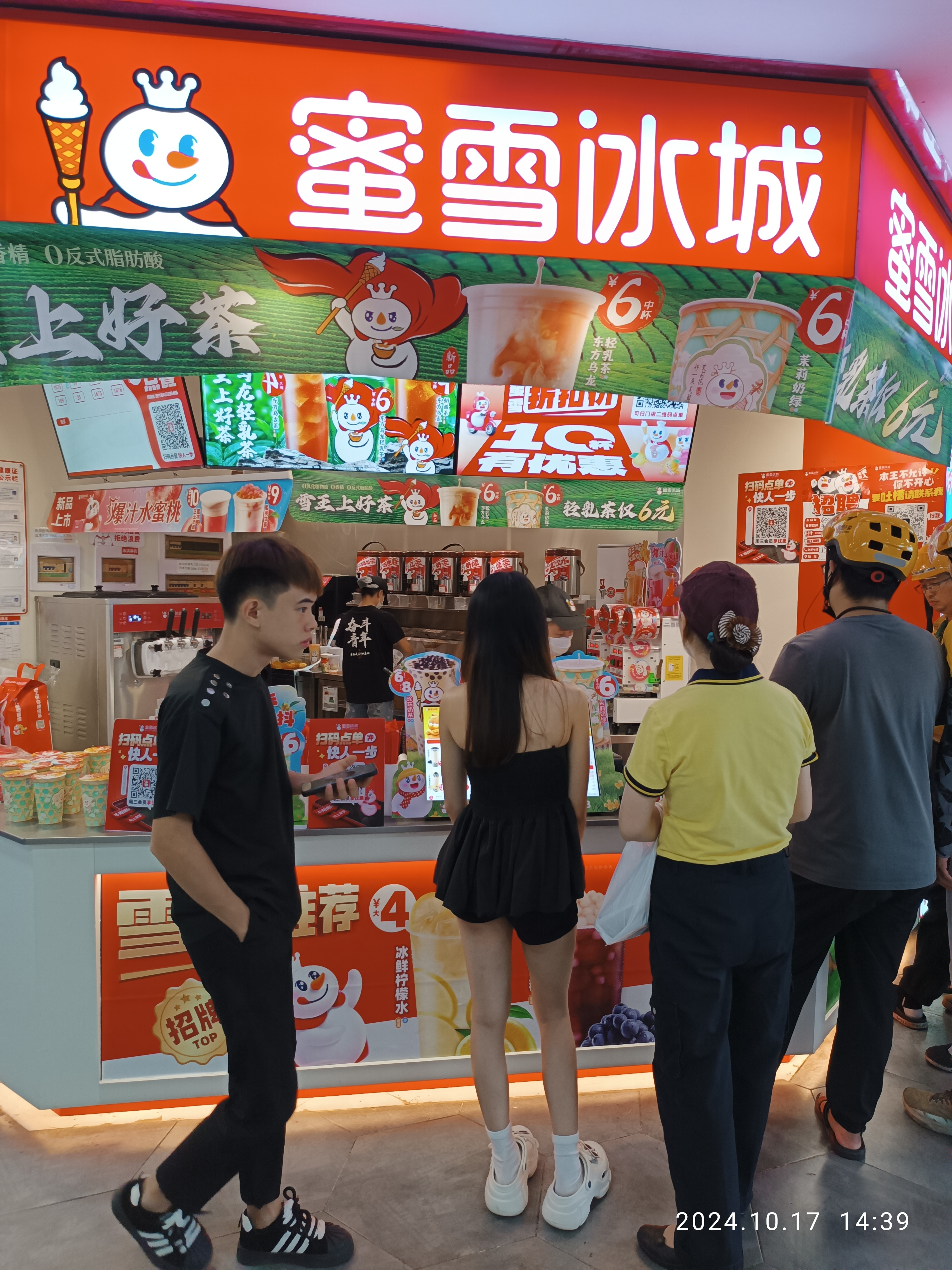
Un Mixue à Canton en 2024
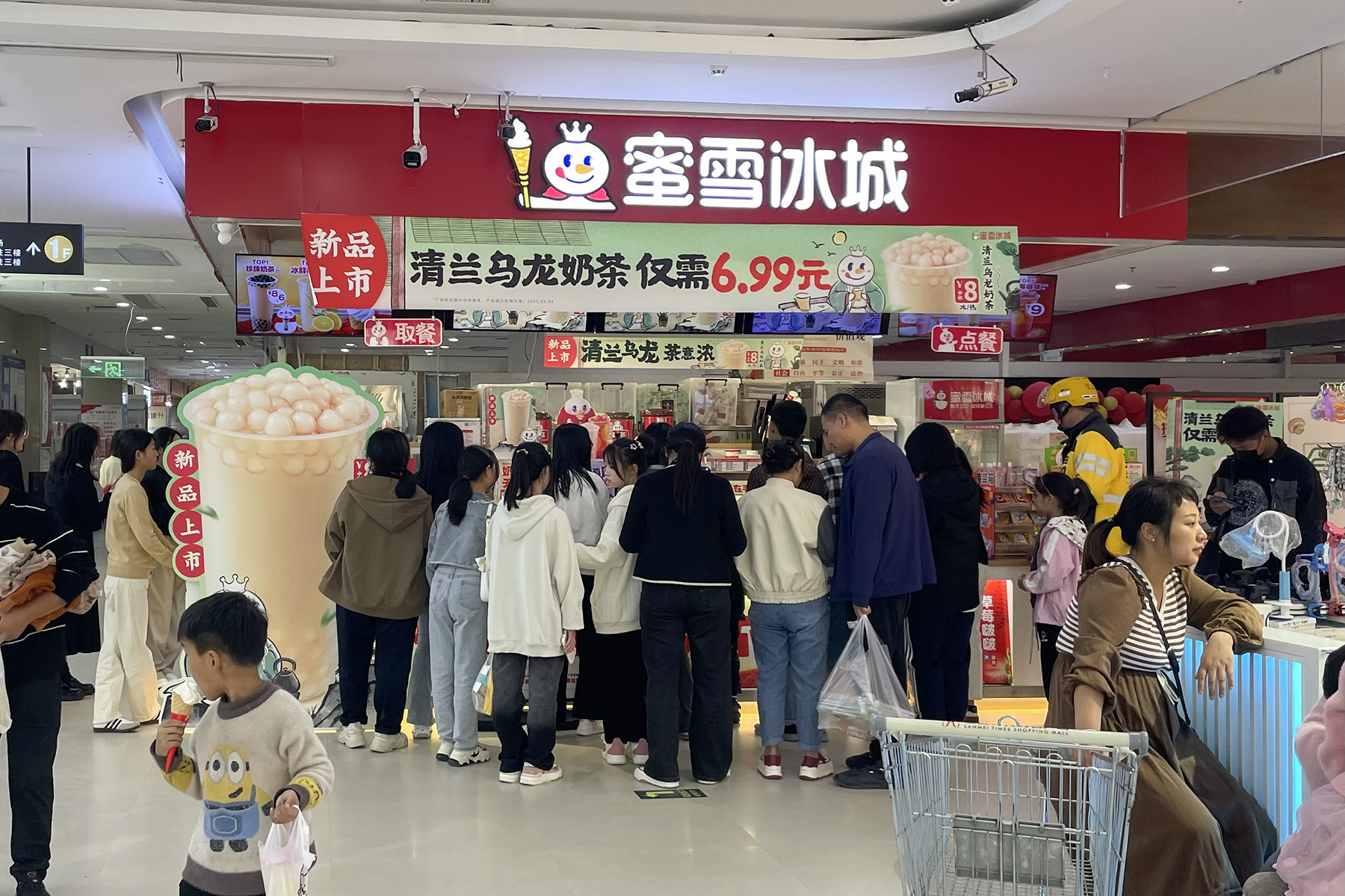
Un Mixue à Kaifeng en 2023 (en jaune un livreur Meituan)
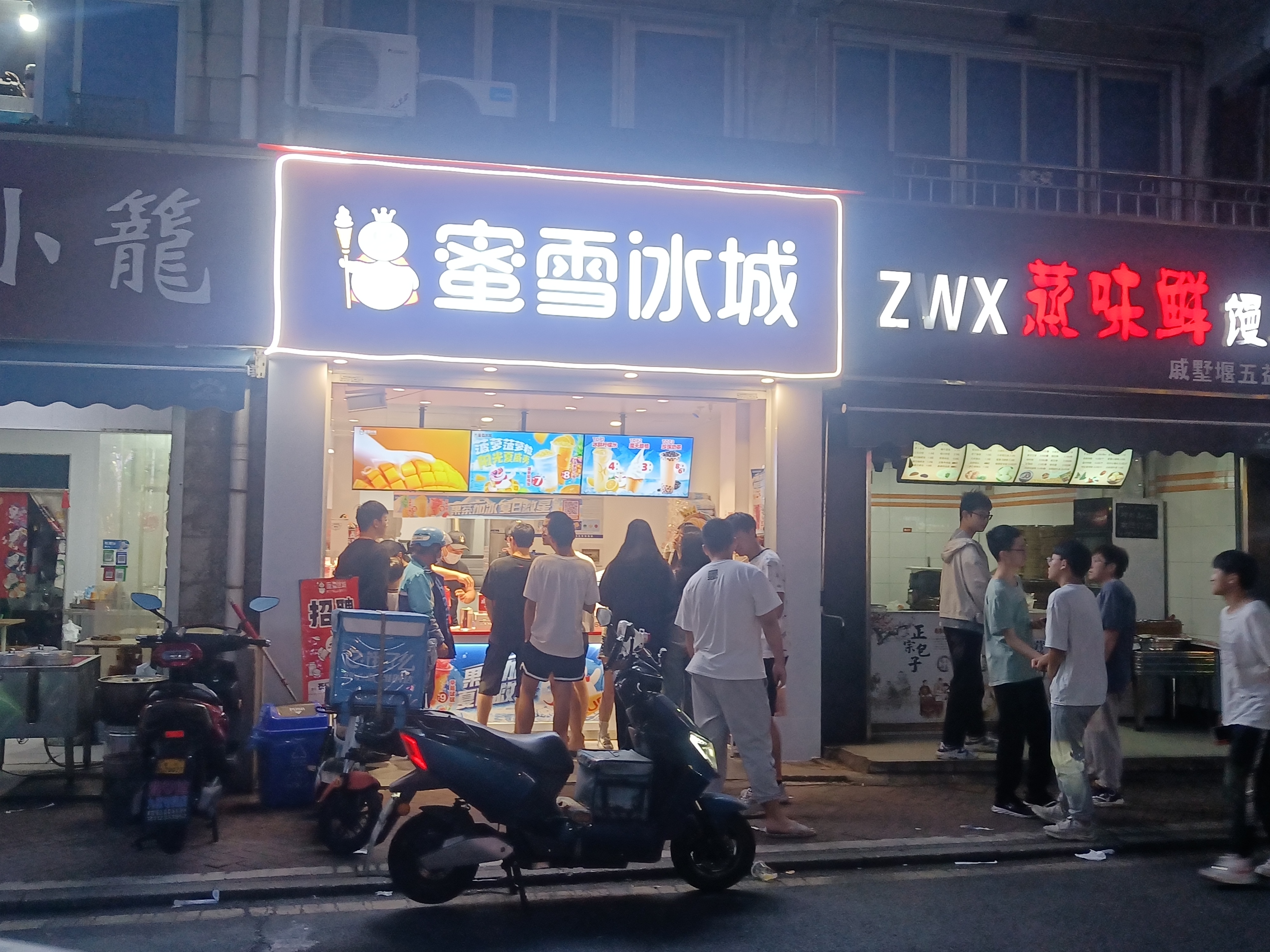
Un Mixue à Changzhou en 2023 (en bleu ciel un livreur Ele.me)
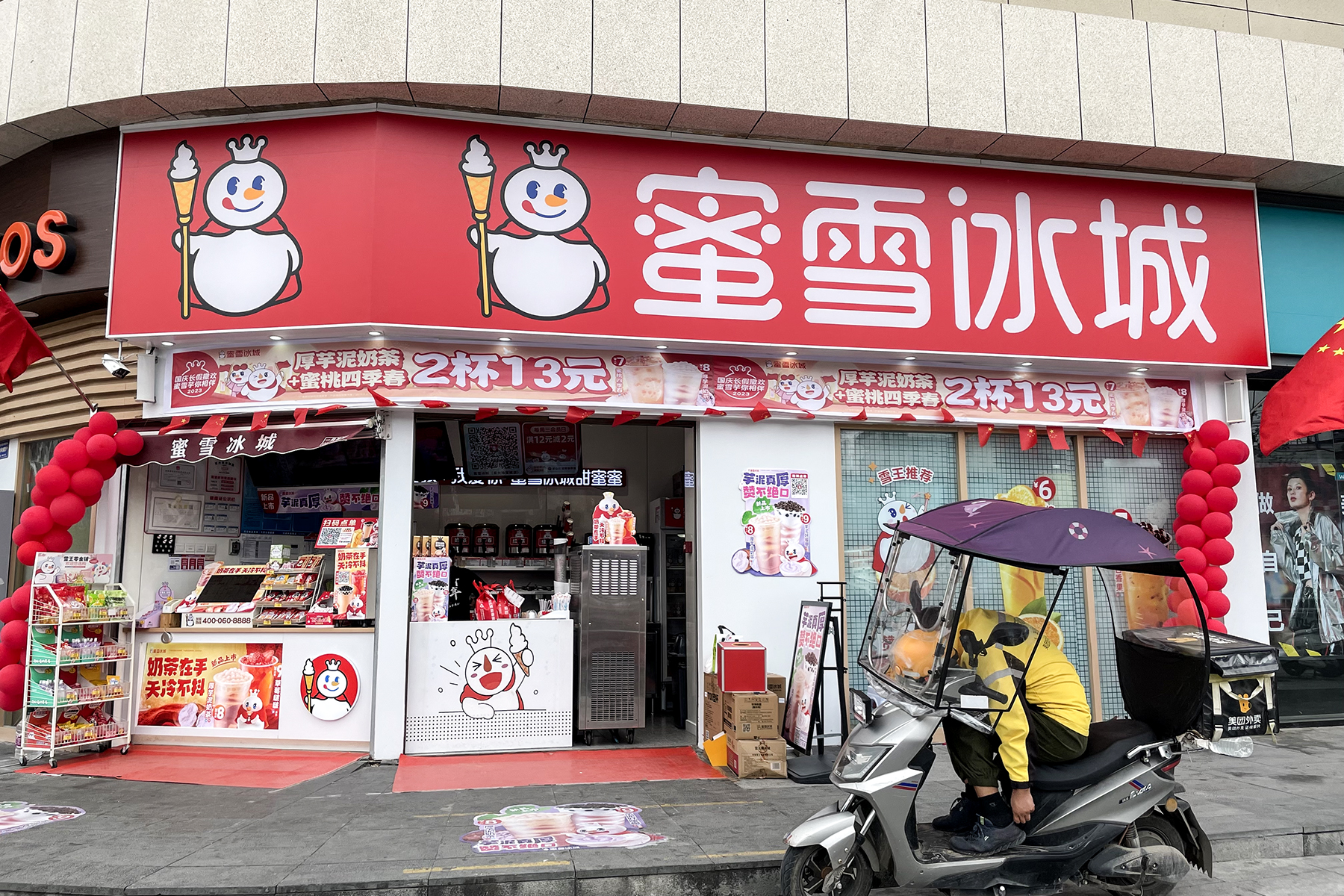
Un Mixue à Runan en 2023 (en jaune un livreur Meituan)
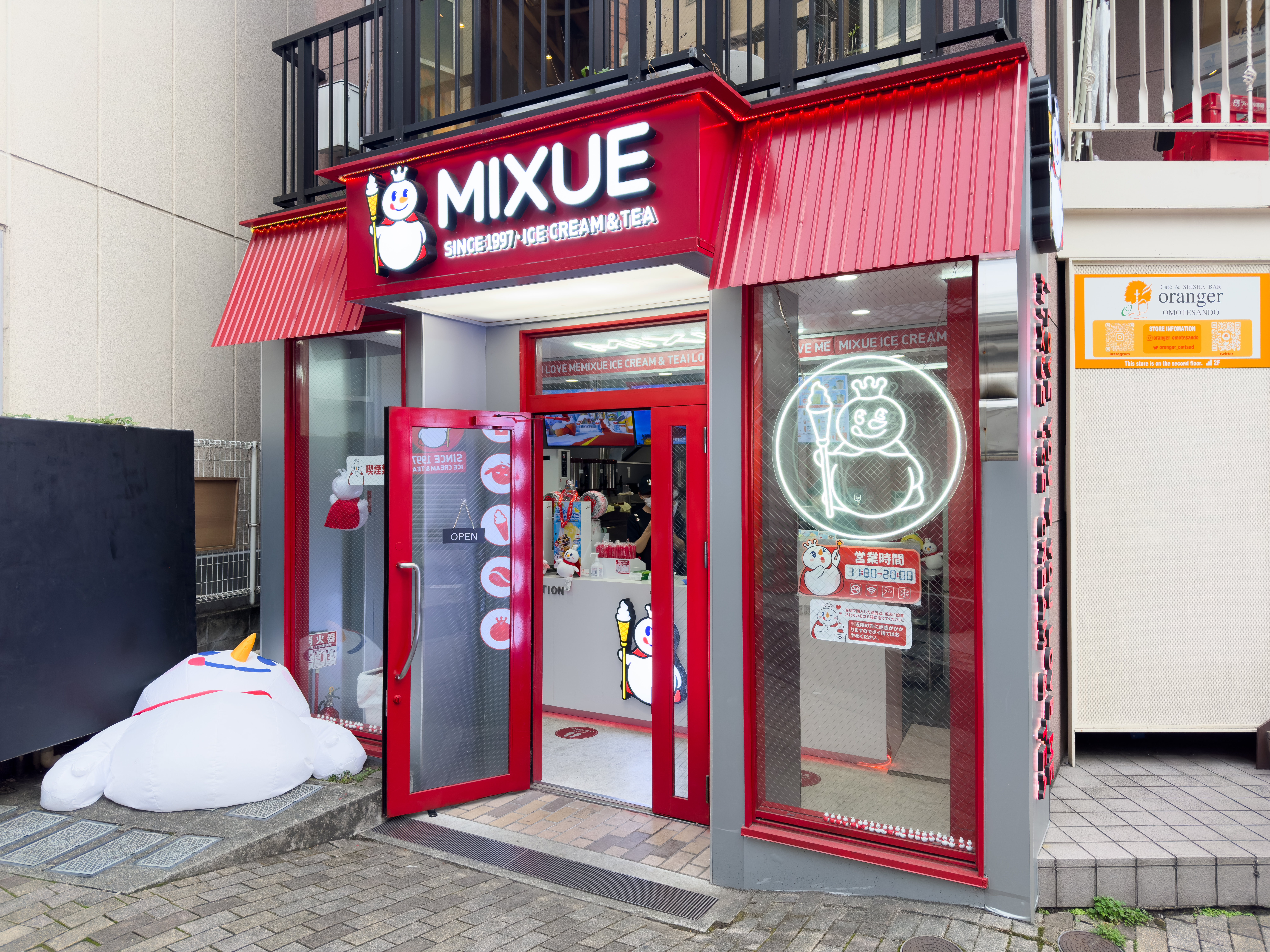
Un Mixue à Tokyo en 2023
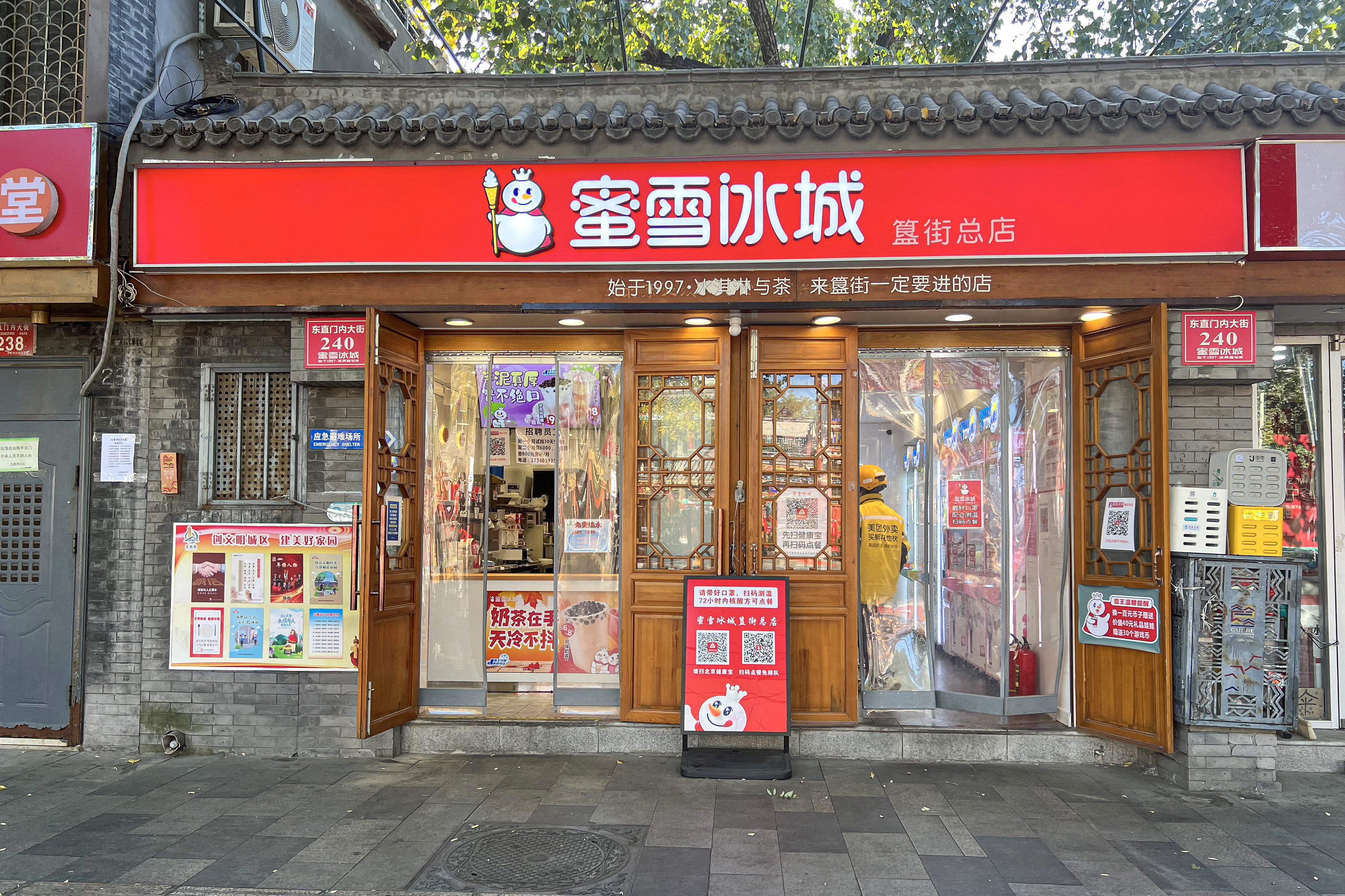
Un Mixue à Pékin en 2022 (en jaune un livreur Meituan)
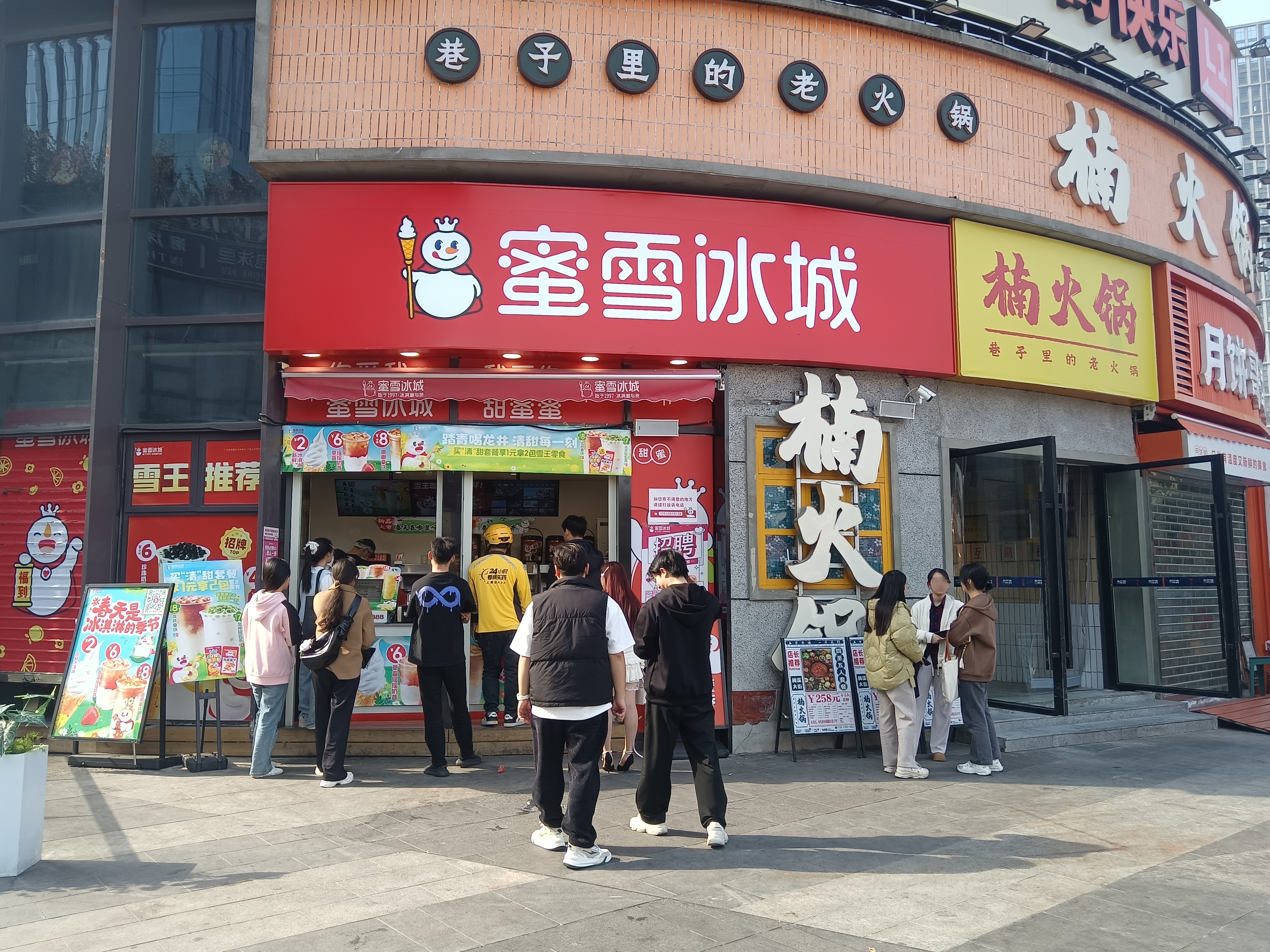
Un Mixue à Changsha en 2025 (en jaune un livreur Meituan)

## Nom et étymologie
(août 2025).
- Si vous ne connaissez pas le sujet, laissez ce bandeau (vous pouvez alors contacter les auteurs).
- Si vous supprimez le contenu mis en cause (vous pouvez préalablement contacter les auteurs),

argumentez précisément cette suppression dans la page de discussion
(un manque de référence n'est pas un argument ; une recherche réelle de référence doit avoir été effectuée, être formellement documentée).
Le nom 蜜雪冰城 (Mìxuě Bīngchéng) est imagé et associe :  
- 蜜 (mì  : miel) : évoque un goût doux et sucré dans le sens « quelque chose d'agréable à manger »
- 雪 (xuě  : neige) : évoque la fraîcheur dans le sens « quelque chose de rafraîchissant »
- 冰城 (bīngchéng : glace-ville) : « ville de glace », pas dans le sens « ville froide » mais dans le sens « ville où l'on trouve des choses froides »

蜜雪冰城 n'est pas à prendre dans son sens littéral avec « la ville glacée du miel et de la neige » mais plutôt dans le sens « la ville où l'on trouve de bonnes glaces rafraîchissantes ». 城 (chéng) signifie « ville » ou « château » mais peut aussi se comprendre dans un contexte commercial par « royaume » (en plus du fait que la mascotte de l'enseigne porte une couronne et un sceptre comme un roi).
Ce qui donnerait une traduction finale de Mìxuě Bīngchéng en « le royaume des bonnes glaces rafraîchissantes ».

## Histoire

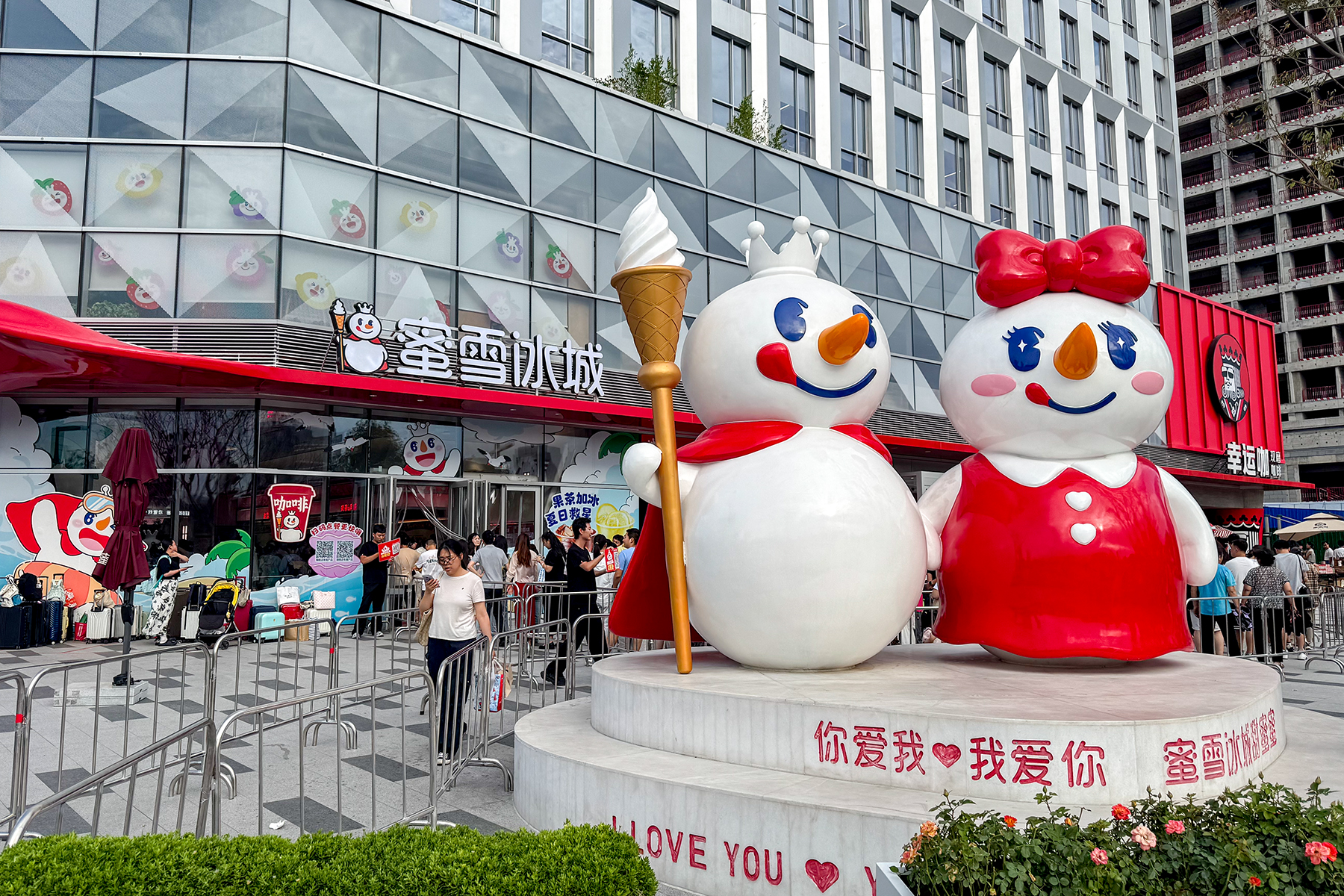
La mascotte de l'enseigne est décrite comme comme un mélange entre le bonhomme Michelin et Frosty le bonhomme de neige par le Wall Street Journal,.

En 1997, un étudiant nommé Zhang Hongchao, âgé de 21 ans, emprunte 3 000 yuans (environ 385 euros) à sa grand-mère pour ouvrir un stand de desserts à la glace pilée à Zhengzhou dans le Henan. Cette première tentative échoue mais il recommence deux ans plus tard, cette fois-ci avec des glaces, puis du bubble tea, de la limonade, du café et des en-cas pour s'adapter à une clientèle constituée d'étudiants et de jeunes adultes. Il pratique des prix très bas. Son manque d'expérience et l'urbanisation rapide de la ville de Zhengzhou lui posent des problèmes. Son kiosque est démoli à trois reprises en une seule année et il réalise à ses dépens qu'il est difficile de trouver des clients en hiver pour les produits frais et glacés. Il vend alors des mandarines pour joindre les deux bouts. En 2006, il lance une glace à 1 yuan qui connaît un grand succès avec 5 000 ventes par jour. Son frère Zhang Hongfu le rejoint dans l'entreprise en 2007 et ils ouvrent leur première franchise la même année,,,,,.
En 2017, l'entreprise fonde une autre enseigne de restauration, basée sur le café, appelée Lucky Cup (Lucky Coffee, 幸运咖) (qui compte 2 900 points de vente en 2024). En 2018, la première franchise à l'étranger est ouverte, à Hanoï au Vietnam. De 2019 à 2021, le chiffre d'affaires de l'entreprise passe de 2,56 milliards à 10,35 milliards de yuans (1,24 milliard €), soit une croissance de 121 % par an. Ses bénéfices nets s'élevent à 3 milliards de yuans sur trois ans. À titre de comparaison, Naixue (en), une autre enseigne similaire, enregistre des pertes de 4,52 milliards de yuans sur la même période. En 2020, Mixue dépasse les 18 000 franchises dans le monde. En 2021, l'entreprise réalise sa première et unique levée de fonds et récolte plus de 2 milliards de yuans (239 millions €) auprès de DragonBall Capital de Meituan et Hillhouse Capital (en), ce qui porte sa valorisation à 20 milliards de yuans. En mars 2022, Mixue compte plus 21 000 points de vente. Avec l'augmentation du nombre d'enseignes, Mixue se heurte à des problèmes de qualité, ainsi qu'à des pénuries d'approvisionnement. Pour y remédier, une base logistique est ouverte en 2014 pour collecter les matières premières directement auprès des agriculteurs et fabriquer ses propres ingrédients. Cette chaîne d'approvisionnement intégrée compte 22 bases de stockage et de logistique en 2022.

### Incidents de 2023

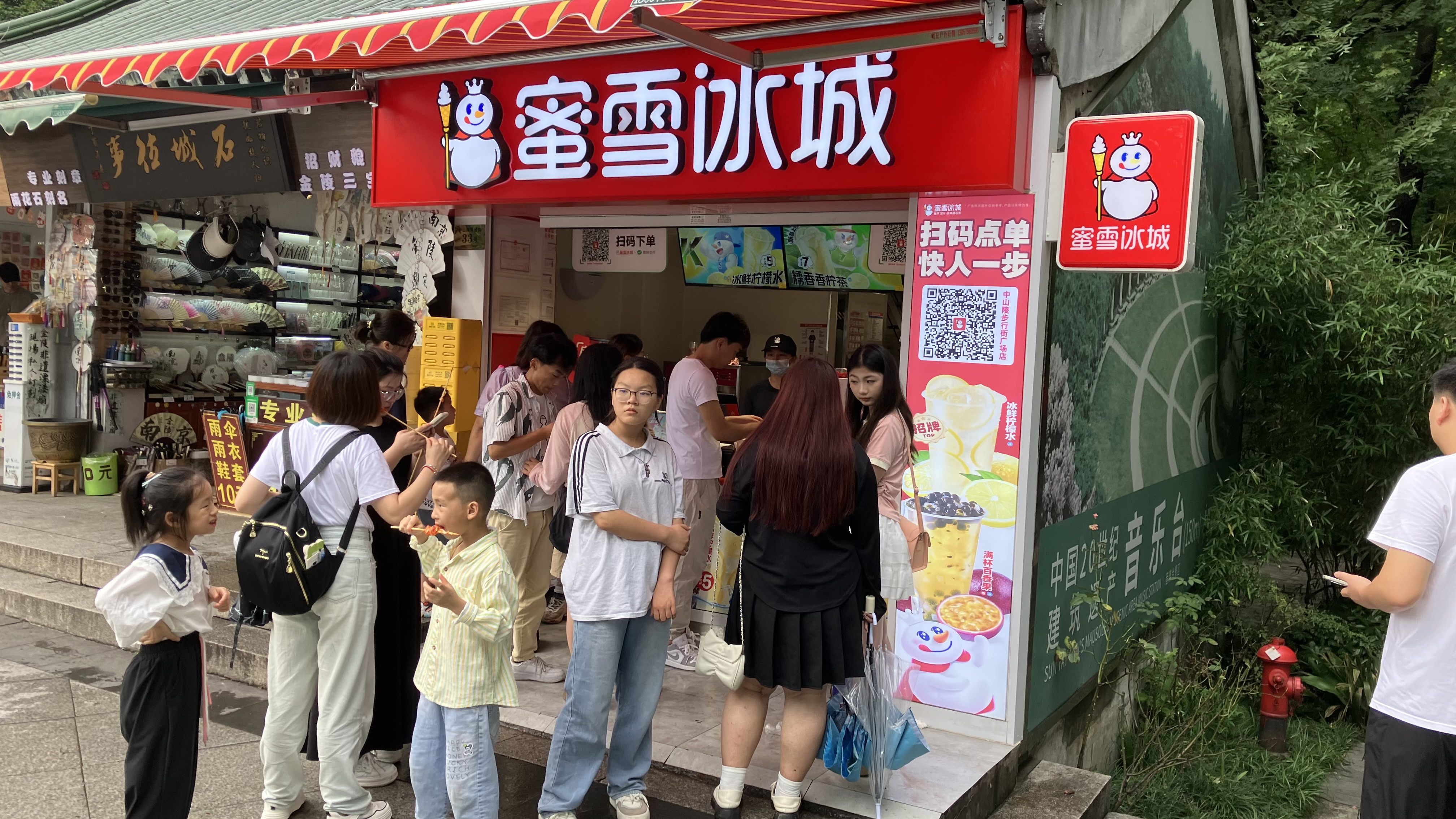
Un Mixue à Nankin en 2024

Le 16 mars 2023, le jour de la Journée mondiale des droits des consommateurs, une enquête, menée sous couverture en novembre 2022 par un journaliste du Beijing News et diffusée sur Sina Weibo, révèle que deux points de vente Mixue de Nankin utilisent des ingrédients périmés et des quantités insuffisantes pour préparer leurs thés fruités. Le journaliste s'était fait embauché sans avoir dû présenter de certificat de santé, obligatoire selon la loi sur la sécurité alimentaire, et avait découvert des pratiques frauduleuses. Les gérants des deux magasins avaient explicitement demandé aux employés de modifier les dates de péremption de divers produits afin de continuer à les utiliser. De plus, pour les fruits frais, les employés étaient encouragés à utiliser des quantités inférieures à celles exigées par les standards de la marque. Les autorités de régulation du marché de Nankin ouvrent immédiatement une enquête et exigent des mesures correctives des deux points de vente, tout en promettant des sanctions prévues par la loi. Sur les réseaux sociaux, un internaute fait remarquer que si le siège social effectue bien des contrôles inopinés, les franchisés trouvent toujours des moyens de contourner les règles. Un autre se demande si les chaînes de bubble tea plus chères ne font pas exactement la même chose.
Le 2 novembre 2023, un étudiant de Canton rapporte un cas de harcèlement de la part du fils de 3 ans du gérant d'un kiosque Mixue de son campus. Ce même gérant aurait ensuite posté une réponse provocatrice sur les réseaux sociaux, se moquant du niveau d'études des étudiants et se targuant de l'inutilité de leurs plainte, ce qui déclenche une vague de réactions négatives sur internet. Mixue réagit en fermant le point de vente concerné et en condamnant « tout discours et comportement discriminatoire ». Cependant, l'entreprise précise ensuite que ses propres investigations, corroborées par l'intervention de la police, avaient révélé que les propos incriminés n'avaient pas été tenus par le gérant ou son personnel mais qu'il s'agissait probablement d'un acte malveillant.

### Introduction en bourse

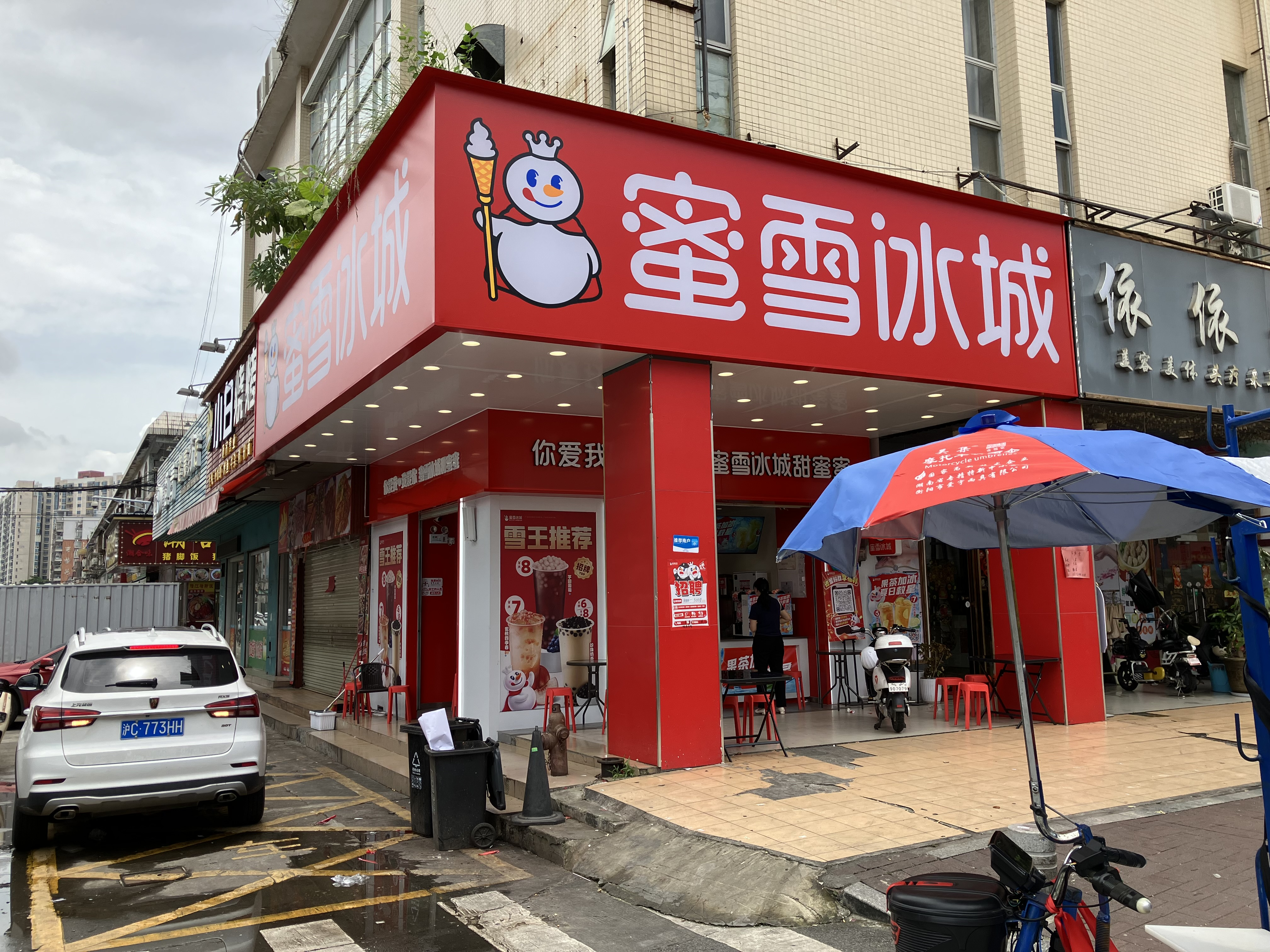
Un Mixue à Dongguan en 2024

Durant l'année 2023, Mixue aurait vendu 7,4 milliards de boissons, soit une augmentation de 57 % par rapport à l'année précédente, en additionnant celle de Mixue et de sa filiale Lucky Cup. Cela place l'entreprise au premier rang mondial, devant Starbucks et ses 4 milliards de cafés,. Le 10 janvier 2024, Mixue dépose une demande d'introduction en bourse à Hong Kong. Le document révèle que les frères Zhang détiennent chacun 42,8 % des parts de l'entreprise. Cette tentative d'introduction est la deuxième de l'enseigne, après une première à Shenzhen en 2022 qui n'a jamais abouti. En 2024, l'entreprise compte environ 36 000 points de vente au point que dans de nombreuses villes, il n'est pas rare de voir plusieurs Mixue dans une même rue, parfois à seulement 200 mètres de distance. Cette abondance provoque une sorte de « cannibalisation » du marché et, sur les neuf premiers mois de 2024, la valeur brute de marchandises (en) par magasin baisse de 5 %, bien que sur la même période, son chiffre d'affaires bondit de 21 % pour atteindre 18,7 milliards de yuans (2,24 milliards €), tandis que son bénéfice net progresse de 58 % pour s'établir à 3,5 milliards de yuans,,. À la fin de l'année 2024, Mixue compte 45 000 point de vente à travers l'Asie et l'Australie, dépassant McDonald's et Starbucks, ce nombre ayant doublé en trois ans,. En 2025, elle compte plus de deux fois plus de points de vente que Dunkin' et Burger King.
Le 21 février 2025, Mixue annonce son introduction prochaine en bourse à Hong Kong et prévoit de lever 3,45 milliards HKD (soit 444 millions de USD). Dans le cadre de cette opération, Mixue propose 17,06 millions d'actions au prix unitaire de 202,50 HKD, avec la possibilité d'ajuster ce nombre en fonction de la demande des investisseurs. L'entreprise confie l'organisation de l'introduction à plusieurs banques d'investissement comme Bank of America, Goldman Sachs  et UBS,. Une vague d'engouement se déclenche auprès des investisseurs particuliers et certains sollicitent des prêts d'une valeur totale de 1 800 milliards HKD (soit 234 milliards USD) afin de pouvoir acquérir des actions de l'entreprise, bien qu'il ne s'agisse pas du montant réellement emprunté. Le 3 mars 2025, Mixue entre officiellement en bourse,. Le cours clôture la première séance en hausse de 43,21 % alors que le marché global ne progresse que de 0,3 %,. Après cela, selon le Bloomberg Billionaires Index, la fortune totale des frères Zhang Hongchao et Zhang Hongfu atteint les 8,1 milliards USD,,,. L'introduction en bourse de Mixue est la plus importante de Hong Kong depuis 2021 et a lieu au moment où de nombreuses entreprises similaire, comme ChaPanda (en) ou Good me (en), cherchent à lever des fonds pour financer leur croissance,.

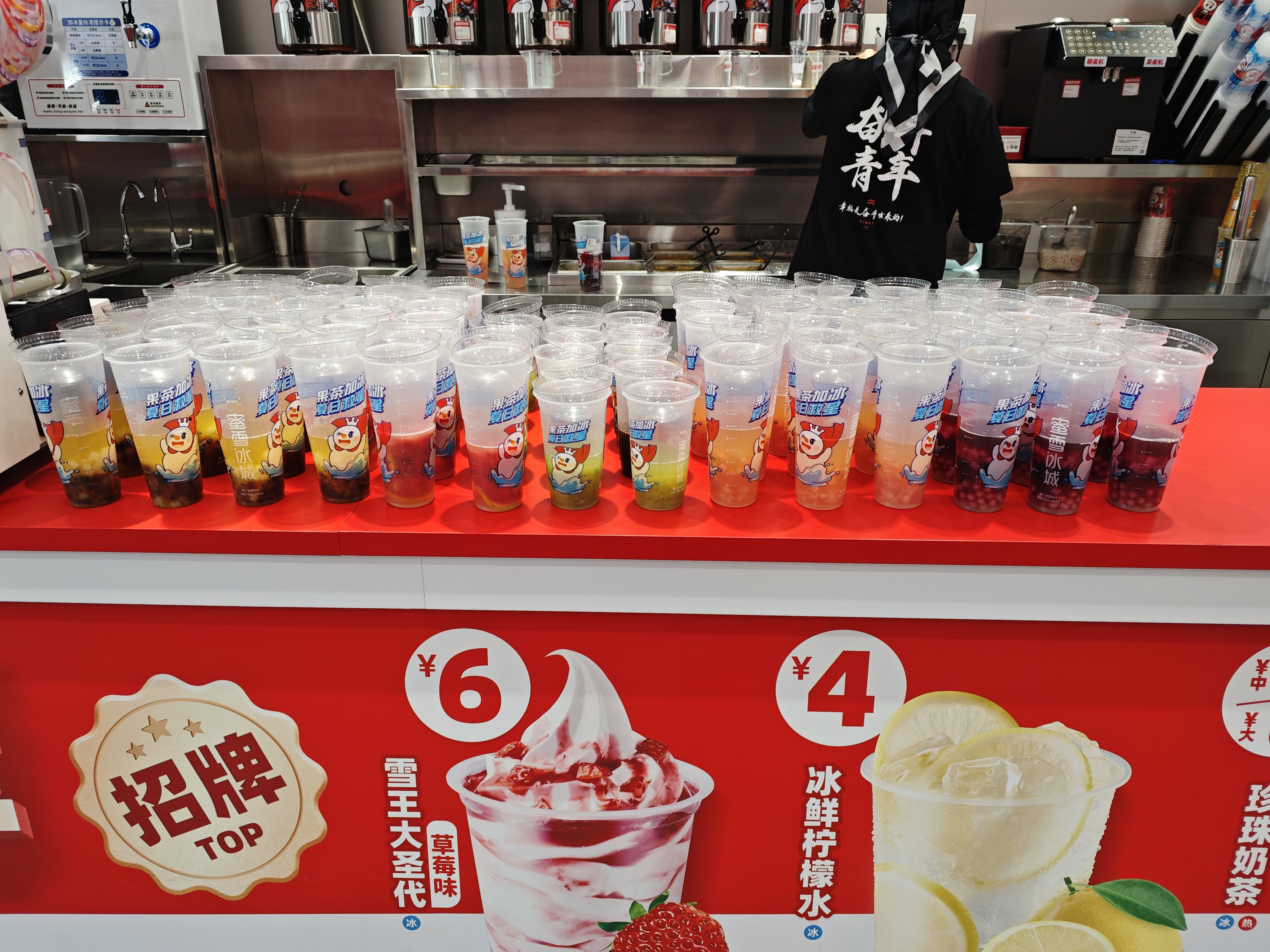
Un Mixue à Da Qaidam au Qinghai en 2024

Le 15 mars 2025, la chaîne de télévision Hubei Media Group diffuse une émission spéciale sur Mixue qui révèle des problèmes de sécurité alimentaire au sein d'un point de vente à Yichang au Hubei. On y voit les employés utiliser des tranches de citrons et d'oranges périmées pour préparer les boissons, ainsi que des conditions d'hygiène alarmantes avec la présence de mouches à l'intérieur du point de vente et d'insectes sur les couvercles des gobelets. Un employé qualifie l'utilisation des fruits périmés d'« opération normale », ce qui soulève des inquiétudes quant aux pratiques de l'entreprise. Le reportage montre également les employés mettre des fruits entamés dans des récipients en inox stockés à température ambiante dans des zones sans surveillance vidéo pour éviter d'être repérés. Le gérant du point de vente réagit en affirmant que ces actes violent la politique de l'enseigne et qu'ils avaient été transmis au siège social. Il assure que les employés étaient formés pour jeter les ingrédients non utilisés plutôt que de les conserver. Tout en reconnaissant un manque de surveillance, il promet de mettre en place un contrôle plus strict. L'affaire prend une ampleur nationale lorsque la chaîne de télévision centrale de Chine (CCTV) s'empare du sujet, et les autorités de régulation du marché ouvrent une enquête en promettant de mener des inspections dans d'autres établissements similaires de la région. Mixue reçoit le soutien inattendu de la part de nombreux internautes et le hashtag « Défendre le roi des neiges » (en référence à la mascotte de la marque) devient viral,,.
En juin 2025, Mixue compte plus de 46 000 points de vente dans le monde, dont 40 000 uniquement en Chine continentale.

## Conditions de travail des franchisés et des employés
Mixue est critiqué pour transférer les risques opérationnels sur les petits entrepreneurs et faire du profit au détriment de ses franchisés. Pour ceux-ci, il faut souvent deux à trois ans pour atteindre le seuil de rentabilité, soit bien plus que ce que l'entreprise laisse entendre. Pour être rentables, les magasins doivent honorer en moyenne 367 commandes par jour, soit une commande toutes les deux minutes sur une journée de 12 heures. Au Vietnam, des franchisés se sont plaints de la politique de baisse de prix de l'entreprise et de la densité jugée excessive des points de vente Mixue. Les employés font également face à des cadences infernales, devant préparer une boisson en 30 secondes à 2 minutes pour traiter les centaines de commandes par jour. Leur productivité est souvent surveillée par des caméras et des capteurs.